# László Branikovits
László Branikovits (Budapest, 18 dicembre 1949 – 16 ottobre 2020) è stato un calciatore ungherese, di ruolo attaccante.

## Carriera

### Club
Attaccante del Ferencváros, società con la quale vince due titoli ungheresi e tre coppe ungheresi partecipando a tre edizioni della Coppa delle Fiere (finalista nel 1967), due edizioni della Coppa delle Coppe (finalista nel 1975), due edizioni della Coppa dei Campioni e due edizioni della Coppa UEFA (semifinalista nel 1972), dopo aver totalizzato 200 presenze e 75 reti con le Aquile verdi in campionato passa prima al Csepel poi all'Építők dove chiude la carriera.

### Nazionale
Esordisce in Nazionale il 29 marzo 1972 contro la Germania Ovest (0-2). Gioca altri 3 incontri con l'Ungheria realizzando due reti, una nelle qualificazioni all'Europeo 1972 ai quarti di finale contro la Romania (1-1), l'altra nelle qualificazioni all'Europeo 1976 contro il Galles (1-2) incontri disputati entrambi a Budapest.
Partecipa alle Olimpiadi di Monaco di Baviera 1972: l'Ungheria, inserita nel terzo raggruppamento supera Iran, Brasile e Danimarca raggiungendo la seconda fase a gironi; superato anche il girone comprendente Germania Est, Germania Ovest e Messico, i magiari raggiungono il primo posto guadagnandosi la finale: contro la Polonia Branikovits viene messo in panchina e l'Ungheria, passata in vantaggio nel primo tempo, subisce la rimonta polacca nella ripresa perdendo il torneo 1-2.

## Palmarès

### Club
- Campionato ungherese: 2

Ferencváros: 1967, 1968
- Magyar Kupa: 3

Ferencváros: 1971-1972, 1973-1974, 1975-1976

### Nazionale
- Argento olimpico: 1

Monaco di Baviera 1972